# Zlatko Ivanković
Zlatko Ivanković je hrvatski nogometni trener. 
Brat je poznatijeg Branka Ivankovića.
Vodio je momčadi:
- juniorska 1. HNL 2003/04.:  NK Slaven Belupo (juniori)
- IPL 2005/06.: Bark Širaz